# Mount Paulcke
Mount Paulcke är ett berg i Antarktis. Det ligger i Västantarktis. Argentina, Chile och Storbritannien gör anspråk på området. Toppen på Mount Paulcke är 915 meter över havet, eller 524 meter över den omgivande terrängen. Bredden vid basen är 4,4 km.
Terrängen runt Mount Paulcke är kuperad åt nordväst, men åt sydost är den bergig. Trakten är obefolkad. Det finns inga samhällen i närheten.